# Interneringskampen op het eiland Man
Op het eiland Man hield de Britse regering gedurende de Eerste en de Tweede Wereldoorlog meerdere duizenden burgers gevangen in interneringskampen.

## Eerste Wereldoorlog
Van 1914 tot 1919 waren er op het eiland Man interneringskampen te Douglas en Knockaloe (nabij Peel). Het waren vooral Duitsers, maar ook Oostenrijkers, Bulgaren en Turken, die er opgesloten zaten.

### Kamp Douglas
Het Kamp Douglas was oorspronkelijk een vakantiekamp, gesticht door Joseph Cunningham en zijn vrouw Elizabeth. Aanvankelijk bestond het kamp uit tenten, later werden dit houten hutten. De geïnterneerden uit de Eerste Wereldoorlog bouwden er chalets. Het waren waarschijnlijk de eerste vakantiechalets gebouwd op de Britse Eilanden. In 1914 arriveerden de eerste gevangenen. Dezen werden opgesplitst in drie categorieën: de rijkeren (die een dienstbode konden betalen), de joden, en de gewone gevangenen. In totaal zaten er in Douglas ongeveer 4000 burgers gevangen. Een twaalftal overleefde er hun gevangenschap niet.

### Kamp Knockaloe
Het Kamp Knockaloe was veel groter (ongeveer 9 km²) en was speciaal als gevangenenkamp gebouwd. Het bestond uit geprefabriceerde hutten, drieëntwintig barakken en vier grote kampdelen. Elk deel had zijn eigen theater, hospitaal en andere publieke voorzieningen. Het kamp had bovendien zijn eigen drukkerij, eigen Saint Patrick-kerk en zelfs een eigen treinverbinding. Het werd oorspronkelijk ontworpen om 5000 gevangenen op te sluiten. Aan het einde van de Eerste Wereldoorlog zaten er ongeveer 24.500 burgers zonder enige vorm van proces opgesloten. Heel wat mensen verbleven gedurende vijf jaren in de kampen, tot deze in 1919 werden gesloten. In 1919 werden vele geïnterneerden met de Duitse nationaliteit naar Duitsland gestuurd, zelfs al hadden zij er voordien nooit geleefd. Heel wat families werden op die wijze uit elkaar gerukt. In gevangenschap stierven er ongeveer 200 mensen. Zij werden ter plaatse, op het St.-Patrickskerkhof, begraven. Er waren grafschriften in het Duits, Turks en Hebreeuws.

## Tweede Wereldoorlog
Tijdens de Tweede Wereldoorlog waren er kampen in de streek van Douglas, Peel, Port Erin, Port St Mary en Ramsey. De kampen waren kleiner dan tijdens de Eerste Wereldoorlog.
De gevangenen werden soms maar enkele maanden, soms jaren (steeds zonder vorm van proces), vastgehouden, tot bepaald werd dat zij geen gevaar meer vormden voor de Britse maatschappij. De Britten hadden de te interneren vreemdelingen ingedeeld in drie categorieën:
- categorie A: mensen die absoluut dienden geïnterneerd te worden;
- categorie B: mensen met vrijheidsbeperkingen in het dagelijkse leven;
- categorie C: geen vrijheidsbeperkingen. Na de val van Frankrijk werden echter ook de categorie B en een groot deel van de categorie C vreemdelingen opgesloten. In het totaal zouden zo ongeveer 27.000 mensen in interneringskampen terechtkomen. Onder hen waren prominente artiesten en wetenschappers. Dezen organiseerden zich snel en zorgden voor theaters, universiteiten en andere activiteiten. Ook gebruikten ze eigen bankbiljetten die enkel in de kampen waarde hadden. Een van de gevangenen was de, later wereldvermaarde, socioloog Norbert Elias.

### Emergency Powers Act
Er waren gevangenen van allerlei nationaliteiten, voornamelijk Duitsers, Oostenrijkers, Italianen, Nederlanders, Belgen, leden van het IRA, en leden van de Britse fascistische partij (BUF, British Union of Fascists, partij van Oswald Mosley). Om Mosley, en een 800-tal van zijn aanhangers, zonder vorm van proces gevangen te zetten, dienden de Britten beroep te doen op Regulation 18B. Met deze uitzonderingswet, die op 24 augustus 1939 als de Emergency Powers Act door het parlement was gejaagd, kon de Minister van Binnenlandse Zaken ieder persoon aanhouden waarvan vermoed werd dat hij van 'vijandige oorsprong was' of 'tot een vijandige organisatie behoorde'. Om Mosley en zijn 'zwarthemden' effectief te kunnen aanhouden, voegde het op 10 mei 1940 aangetreden oorlogskabinet van Winston Churchill, nog clausule 1A bij Regulation 18B.

### Deportatie
Het was aanvankelijk de bedoeling veel van die aangehoudenen via het eiland Man naar Canada of Australië te verschepen. De keldering van het schip Arandora Star bracht daar verandering in. Dit luxe cruiseschip, gebouwd in 1927, voer voordien vooral op Zuid-Amerika en Zuid-Afrika. Bij het begin van de oorlog was het echter omgebouwd tot een bewapend troepentransportschip. Het was grijs geschilderd zoals oorlogsschepen. Op 2 juli 1940, om 7.05 uur, werd het getorpedeerd door de Duitse onderzeeër U47, met als kapitein Günther Prien. Op het schip zaten 734 Italiaanse en 479 Duitse mannelijke burgers. 682 mensen kwamen om. Van toen af kozen de Britten (opnieuw) voor de internering op Man zelf.

### Luc Desramault op Man
Als antwoord op een parlementaire vraag van 8 augustus 1972, antwoordde de toenmalige Minister van Justitie van België, Alfons Vranckx, dat er in de periode 1940 - '45 drieëntwintig Belgen op het eiland Man verbleven. Over in België verblijvende vreemdelingen die overgebracht waren naar Man, kon de minister geen gegevens verstrekken. Het verhaal van de 23-jarige Ieperling Luc Desramault (Poperinge, 22 december 1914) is gekend. Als Vlaamsgezinde (hij was gouwleider van het AVNJ, de jeugdgroepering van het VNV), werd hij op 12 mei 1940 aangehouden en via Frankrijk naar Engeland gedeporteerd. Vanuit Engelse gevangenissen werd hij vervoerd naar Hutchinson Camp in Douglas. Daar bleef hij een drietal maanden opgesloten. Hutchinson Camp was een interneringskamp, samengesteld uit Britse familiepensions. Deze pensions boden op zich ruimte aan dertig tot veertig personen. De huizen waren rond een groot plein gelegen. Er omheen was prikkeldraadversperring aangebracht, zodat deze huizen afgeschermd waren van de huizen waar nog Britse burgers woonden. Daar zaten ongeveer vijfduizend joden van Poolse, Tsjechische en Engelse herkomst, en een vijftigtal niet-joden (allen mannen) opgesloten. De joden organiseerden de interne kampadministratie.
Na een korte internering in Engeland, werd Desramault een tweede maal op het eiland Man opgesloten. Eerst enkele weken in een militair kamp in Ramsey, nadien in Camp X in Peel en dit tot het einde van de oorlog. Hier zaten de geïnterneerden eveneens in familiepensions waaromheen prikkeldraad was gespannen. Het was de Londense politie die instond voor de interne organisatie. In Peel zaten, in afzonderlijke kampdelen, IRA-leden en aanhangers van Mosley.
In mei 1945 keerde Desramault terug naar België maar kreeg er te maken met de repressie. Hij werd immers onmiddellijk opnieuw opgesloten, ditmaal wegens collaboratie met de Duitsers (niettegenstaande dat hij de volledige oorlog in Engeland zat). In september 1945 werd hij uit de gevangenis vrijgelaten. Op 28 februari 1946 kreeg hij een officiële buitenvervolgingstelling.